# Фібі Снетсінгер
Фібі Снетсінгер, народжена Бернет (англ. Phoebe Snetsinger; 9 червня 1931, Лейк-Цюрих, Іллінойс, США — 23 листопада 1999, Мадагаскар) — американська спостережниця за птахами, відома тим, що побачила та задокументувала за життя 8398 видів птахів, більше аніж хто-небудь інший в історії на той час та перша людина, що побачила більше 8000 видів. Бувши дочкою рекламного магната Лео Бернетта, успадкувала статок, який витрачала на численні подорожі задля свого хобі.

## Початок життя та освіта
Фібі Бернет народилася 9 червня 1931 року в родині Лео Бернета та Наомі Геддес і зростала в Лейк-Цюриху. Фібі відвідувала маленьку початкову школу в цьому містечку, де окрім неї навчалося лише дві дитини.
Коли їй було 11 років, вона зустріла свого майбутнього чоловіка, Девіда Снетсінгера (якому було 13) у клубі «4-H». Згодом вона продовжувала навчання в Свартморському коледжі та отримала диплом з германістики. Після військової служби чоловіка в Кореї, вони обидва вступили до магістерки, внаслідок чого Фібі здобула ступінь магістра з німецької літератури.

## Смертельний діагноз та спостереження за птахами
Захопившись спостереженням за птахами після того, як побачила пісняра-лісовика рудоволого в 1961 році, Фібі не приділяла хобі багато уваги аж до 1981 року, коли лікарі знайшли у неї останню стадію меланоми. Замість того, щоб займатися лікуванням, лежачи вдома в подушках, вона вирушила спостерігати за птахами до Аляски і після повернення виявила, що рак перейшов у стадію ремісії. На той час рак перейшов у ремісію на п'ять років, після того він з'явився знову. З цього часу вона невпинно подорожувала по найвіддаленіших та часто небезпечних (як природно, так і політично) кутках світу задля того, щоб побачити якомога більше птахів. Як справжній орнітолог-аматор, вона вела численні нотатки, особливо стосовно відмінних підвидів, багато з яких відтоді були перекласифіковані як повні види.
В 1995 році вона подала перелік з 8040 бачених нею видів птахів до Американської асоціації спостережників за птахами та Книги рекордів Гіннеса. Тобто стала першою у світі людиною, яка побачила більше 8000 видів. Біографи відмічають надзвичайний змагальний дух Фібі. Вона подорожувала впродовж чотирьох місяців щороку, вивчаючи фотографії птахів у інший час. Таким чином вона навіть пропустила мамине поховання та весілля однієї з дочок.
Тривала ремісія надала їй відчуття невразливості, хоча вона й зазнавала пошкоджень, а на Папуа Новій Гвінеї була зґвалтована групою аборигенів. Проте повернулася туди вже через рік. Вона перетинала річки, болота, джунглі, гори на всіх континентах вздовж і впоперек. Хворіла на малярію, тонула в човні, була в заручниках в Ефіопії. Бердвочер Нейт Свік казав у 2016, що спостерігати за птахами стало набагато приємніше, оскільки багато країн почали пропагувати екотуризм і його важко порівняти з тими випробуваннями, які проходила Фібі задля того, щоби побачити пташок у їхньому природному середовищі. Тому багато хто вважає її піонеркою і взірцем.

## Мемуари
Мемуари Снетсінгер, названі «Спостереження за птахами у позичений час», були видані посмертно у 2003 році Американською асоціацією спостережників за птахами (ABA). У передмові до книжки написано: «Це більше, ніж просто подорожні оповідання, книга також є глибоко зворушливим свідоцтвом, яке описує докладно, як одержимість Фібі птахами стала також способом впоратися з невиліковною хворобою».

## Загибель
Під час мандрівки на Мадагаскар 23 листопада 1999 року фургон, в якому вона їхала, перекинувся, і Фібі загинула. Останнім птахом, якого вона побачила, після майже двох десятиліть існування «хворої на рак на останній стадії», став червоноплечий ванга, що був фактично описаний як вид лише за два роки до того — в 1997 році.

## Особисте життя
Фібі та Девід мали чотирьох дітей, троє з яких — Керол, Сьюзан та Томас — стали дослідниками птахів в Сполучених Штатах. Зокрема, Томас Дж. Снетсінгер, її син, спеціалізується на ендемічних птахах Гавайських островів, яким загрожує вимирання. Третя дочка, Пенні, професорка хімії в одному з університетів у штаті Конектикут.
Як зазначив Френк Грем молодший у своєму огляді біографічної роботи Олівії Джентіл про життя Снетсінгер «Life List», її хобі до бердвочингу було написання віршів. 